# Kowala (Mazovië)
Kowala is een dorp in het Poolse woiwodschap Mazovië, in het district Radomski. De plaats maakt deel uit van de gemeente Kowala en telt 990 inwoners.